# Amb qualsevol altre nom
"Amb qualsevol altre nom" (títol original en anglès "By Any Other Name") és el vint-i-dosè episodi de la segona temporada de la sèrie de televisió de ciència-ficció estatunidenca Star Trek. Escrit per D.C. Fontana i Jerome Bixby (basat en la història de Bixby) i dirigit per Marc Daniels, es va emetre per primera vegada el 23 de febrer de 1968.
A l'episodi, éssers d'una altra galàxia s'apoderen de l' Enterprise en un intent de tornar a casa.
El títol està extret d'una línia pronunciada per Julieta a l'obra de William Shakespeare Romeu i Julieta: "allò que anomenem una rosa / Amb qualsevol altre nom faria una olor tan dolça", una línia citada pel capità Kirk durant l'episodi.

## Argument
La nau estel·lar USS Enterprise de la Federació  respon a una trucada de socors des d'un planeta inexplorat. Un grup d'aterratge s'acosta per localitzar la font, i ràpidament troba un home i una dona humanoides, Rojan i Kelinda de l'Imperi Kelvan, que immediatament paralitzen Kirk i el grup d'aterratge i li ordenen a lliurar l' Enterprise. Rojan li diu a Kirk que els Kelvan provenen de la Galàxia d'Andròmeda, i han arribat a trobar planetes adequats per la conquesta a la Via Làctia. Com que la seva pròpia nau havia estat destruïda per la barrera d'energia negativa a la frontera galàctica, necessiten l' Enterprise per fer el viatge de tornada de 300 anys. Tres altres Kelvan es transporten a bord de l' Enterprise i ràpidament aconsegueixen el control de la nau.
Rojan porta al grup d'aterratge a una cova custodiada per Kelinda. Spock utilitza la seva habilitat telepàtica vulcaniana per atraure-la a la cova, on Kirk la deixa inconscient i li agafa el cinturó de control. Spock és expulsat de la ment per l’alienació dels Kelvan. La seva llibertat és de curta durada, però, i com a càstig en Rojan ordena al Kelvan Hanar que activi el seu cinturó, transformant dos dels membres de l'equip d'aterratge en petits blocs esponjosos de cuboctaedre d'una substància semblant a la guix. Rojan agafa els blocs i n'aixafa un, matant al contramestre Thompson. Després transforma l'altre bloc (la tinent Shea) de nou en forma humana.
De tornada a la seva cel·la, Spock relata l'experiència del seu contacte mental amb Kelinda. Els Kelvan, pel que sembla, no són humanoides després de tot, sinó que han pres forma humana per comoditat; en realitat són criatures enormes amb centenars de tentacles.
Kirk i Spock decideixen intentar adaptar l'equip d'escaneig neuronal de McCoy en una contramesura al camp de paràlisi dels Kelvan. Com a pretext per tornar a la nau, Spock fingeix estar malalt posant-se en un tràngol profund. Els Kelvan transporten la resta del grup de desembarcament i ells mateixos al vaixell poc després.
Spock determina que no hi ha cap esperança de penetrar a la carcassa del projector de camp de paràlisi. En canvi, fa que Scott manipuli el sistema de matèria/antimatèria perquè exploti en contacte amb la barrera galàctica si en Kirk ho ordena, però que Kirk opta per no activar.
Una vegada que la nau ha travessat la barrera galàctica, els Kelvan redueixen ("neutralitzen") tot el personal excepte Kirk, Scott, Spock i McCoy en blocs esponjosos cuboctaèdrics d'una substància semblant al guix. Spock recorda més del seu contacte mental amb Kelinda i revela que els Kelvan en la seva forma natural tenen sentits i emocions molt febles, però en la seva forma actual estan tenint reaccions humanes. Kirk decideix utilitzar la seva inexperiència amb estímuls físics i emocionals contra ells.
Scott presenta a l'enginyer Kelvan Tomar les begudes alcohòliques com el brandi saurià, quelcom "verd" de Ganimedes i finalment "scotch molt, molt vell", McCoy injecta a Hanar un "suplement" per a l'anèmia que en realitat és un estimulant, i Kirk comença un flirteig amb Kelinda, provocant sentiments de gelosia en Rojan. Kirk finalment és capaç d'incitar a Rojan després de "disculpar-se" de nou amb Kelinda perquè l'ataqui i, en el transcurs de la baralla, assenyala que Rojan es comporta com un humà i que els seus descendents que arribin a la galàxia d'Andròmeda seran inferiors alienígenes <ls ulls dels Kelvan. En adonar-se que Kirk té raó, Rojan cedeix el control de la nau a Kirk, qui després dóna l'ordre de tornar "a casa" a la nostra galàxia mentre envia una "nau robot" a Kelva amb una proposta de la Federació. El món on Rojan i la seva gent van quedar abandonats es suggereix com la seva nova llar.

## Doblatge al català
L’episodi va ser doblat al català pels estudis Tecni-3 (primera part) i Diálogo (segona part) i emés a TV3 l’any 1989.
| Personatge                | Actor/actriu     | Veu en català                      |
| ------------------------- | ---------------- | ---------------------------------- |
| James T. Kirk             | William Shatner  | Jordi Boixaderas                   |
| Spock                     | Leonard Nimoy    | Isidre Sola i Llop                 |
| Leonard McCoy             | DeForest Kelley  | Eduard Lluís Muntada               |
| Montgomery Scott 'Scotty' | James Doohan     | Joan Carles Gustems Domènec Farell |
| Nyota Uhura               | Nichelle Nichols | Glòria Roig Azucena Díaz           |
| Pavel Chekov              | Walter Koenig    | Quim Roca Pep Madern               |
| Christine Chapel          | Majel Barrett    | Ana Maria Mauri Rosa Gavin         |
| Tinent Leslie             | Eddie Paskey     | Enric Isasi-Isasmendi              |
| Kelinda                   | Barbara Bouchet  | Maria Jesús Lleonart               |
| Rojan                     | Warren Stevens   | Jaume Comas                        |
| Hanar                     | Stewart Moss     | Eduard Elias                       |
| Tomar                     | Robert Fortier   | Enric Arquimbau                    |

## Producció

### Escriptura
L'episodi té moltes similituds amb el primer guió de ciència-ficció produït per Gene Roddenberry anomenat "The Secret Weapon of 117" i publicat a la sèrie d'antologia "Chevron Hall of Stars" el 1956. En aquest episodi, un parell de els extraterrestres (el masculí és interpretat per Ricardo Montalban) decideixen prendre forma humana per estudiar la Terra. Enlluernats per les sensacions que descobreixen dins dels seus nous cossos, decideixen mantenir la forma humana.
L'esborrany del guió es va proposar al guionista Jerome Bixby el 27 d'abril de 1967. La trama va ser modificada nombroses vegades durant el mes de juny de 1967 i una versió finalitzada va arribar el 9 d'octubre de 1967. Aquest guió adopta un to molt més seriós, diversos membres de la tripulació van ser assassinats definitivament pels Kelvians (que llavors es deien els Dvenyens) Kirk és torturat i els membres de la nau van ser assignats per la força a parelles sexuals per convertir-se en una raça de esclaus al servei dels Kelvians. Això no va agradar a NBC, que va demanar reescriure el guió. Alguns membres de l'equip de producció van trobar que l'escenari era massa proper al de l'episodi La gàbia
L'episodi va ser reescrit per D.C. Fontana l’octubre de 1967 per ser molt més alegre. El treball de reescriptura va durar fins al novembre. Es va inspirar en un dodecaedre decoratiu a l'oficina de Roddenberry per inspirar-se en la forma que prendrien les persones transformades pels Kelvians.

### Rodatge
El rodatge va tenir lloc del 10 de novembre al 17 de novembre de 1967 a l'estudi de la companyia Desilu a Gower Street a Hollywood, sota la direcció del director Marc Daniels. Aquest és l'únic episodi on Keith Smith, llavors director de fotografia de Mission: Impossible substitueix Jerry Finnerman.

## Recepció
El 2018, Collider va classificar aquest episodi com el 9è millor episodi de sèrie original. En un rànquing del lloc Hollywood.com, Christian Blauvelt situa aquest episodi a la posició 38è dels 79 episodis de la sèrie original. Zach Handlen del lloc The A.V. Club dóna a l'episodi una nota de B+ trobant que si els Kelvians són una amenaça creïble per a la tripulació de l'Enterprise, el final de l'episodi acaba fluix sense una explosió.